# Tzabalhó
Tzabalhó är en ort i Mexiko.   Den ligger i kommunen Chenalhó och delstaten Chiapas, i den sydöstra delen av landet, 700 km öster om huvudstaden Mexico City. Tzabalhó ligger 1 688 meter över havet och antalet invånare är 480.
Terrängen runt Tzabalhó är kuperad åt sydost, men åt nordväst är den bergig. Terrängen runt Tzabalhó sluttar norrut. Runt Tzabalhó är det ganska tätbefolkat, med 134 invånare per kvadratkilometer. Närmaste större samhälle är Pantelhó, 17,7 km öster om Tzabalhó. Omgivningarna runt Tzabalhó är en mosaik av jordbruksmark och naturlig växtlighet.